# Tappsi
Tappsi fue una aplicación móvil creada en Colombia para teléfonos celulares que permitía pedir un taxi asociado a esa empresa ingresando la ubicación actual para que el servicio llegue al lugar exacto de forma rápida y segura. El 16 de diciembre de 2015 la compañía fue absorbida por la multinacional brasileña Easy Taxi y en la actualidad se encuentra en un proceso de reacondicionamiento y adaptación con el modelo de Easy Taxi.

## Historia
Andrés Gutiérrez y Juan Salcedo son dos colombianos creadores de la aplicación Tappsi, creada en el año 2012 para dar un servicio más completo a la hora de pedir un taxi. Esta aplicación cuenta con un sistema integrado de GPS que ubica a la persona que quiere pedir el servicio para dar la dirección exacta para el punto de encuentro. También se puede acceder a la información del conductor como celular, placas, nombre y lugar de recorrido del taxi para mayor seguridad. Inicialmente, las personas que no contaran con un celular inteligente o con internet en sus móviles, no podían usar el servicio. Además la reserva de taxis está sujeta a la disponibilidad de los mismos que exista en el momento. Sin embargo, recientemente la compañía desarrolló una versión web para todos aquellos que no cuentan con un teléfono inteligente o con internet móvil disponible . El 16 de diciembre de 2015, se realizó una fusión con el grupo brasileño Easy Taxi.
Actualmente la aplicación está disponible para su uso en Bogotá, Barranquilla, Medellín, Cartagena, Cali y Bucaramanga.

## Popularidad
Para febrero de 2017, la aplicación contaba con más de 3.000.000 de descargas.